# Årets Idrætsforening i Danmark
Årets Idrætsforening i Danmark er en pris som siden 2021 er blevet tildelt en dansk idrætsforening som har gjort en særlig forskel og indsats. Det er en jury fra blandt andet Danmarks Idrætsforbund og Danske Spil der nominerer tre foreninger, hvor vinderen så bliver fundet via en offentlig afstemning.

## Modtagere af prisen
| \| År \| Modtager \| Præmie \| \| ---- \| ---------------------------- \| ----------- \| \| 2021 \| Tune Idrætsforening[2] \| 60.000 kr. \| \| 2022 \| Cykling Odense[3] \| 100.000 kr. \| \| 2023 \| Hammel Gymnastik Forening[4] \| 100.000 kr. \| \| 2024 \| Gl. Rye MTB[5] \| 100.000 kr. \| 1. 2. 3. 4. 5. - Officiel hjemmeside |                           |             |
| År | Modtager                  | Præmie      |
| 2021 | Tune Idrætsforening       | 60.000 kr.  |
| 2022 | Cykling Odense            | 100.000 kr. |
| 2023 | Hammel Gymnastik Forening | 100.000 kr. |
| 2024 | Gl. Rye MTB               | 100.000 kr. |